# Eulemur
Eulemur Simons & Rumpler, 1989 è un genere di lemuri endemici del Madagascar.

## Descrizione
Si tratta di animali di lunghezza totale pari a circa un metro, di cui però gran parte spetta alla folta coda, che è solitamente più lunga del corpo di circa il 15-20%; tutti hanno muso volpino, grandi occhi e solitamente presentano dicromatismo sessuale, coi maschi più colorati delle femmine. In molti casi (ma non sempre) i maschi presentano barbe, basette o corone di pelo, assenti nelle femmine.

Tutte le specie presentano conformazione degli incisivi inferiori modificata a formare un pettine utile per il grooming: si tratta infatti di specie sociali, che vivono in gruppi anche consistenti.

## Sistematica
Il numero di specie è quasi raddoppiato dopo lo scorporo di numerose ex-sottospecie e loro elevazione al rango di specie a sé stanti a seguito di analisi approfondite del DNA.
Al genere sono attualmente ascritte le seguenti specie:
- Eulemur albifrons - lemure dalla fronte bianca
- Eulemur cinereiceps - lemure dalla testa nera
- Eulemur collaris - lemure dal collare
- Eulemur coronatus - lemure coronato
- Eulemur fulvus - lemure bruno
- Eulemur macaco - maki macaco
- Eulemur flavifrons - lemure dagli occhi azzurri
- Eulemur mongoz - maki mongoz
- Eulemur rubriventer - lemure dal ventre rosso
- Eulemur rufifrons - lemure dalla fronte rossa
- Eulemur rufus - lemure rosso
- Eulemur sanfordi - lemure di Sanford

In passato era accetta come specie valida anche Eulemur albocollaris che è oggi riconosciuto come sinonimo di Eulemur cinereiceps.